# Farol do Recife
O farol do Recife ou farol da Barra é um farol brasileiro localizado no quebra-mar sul do Recife, nas ruínas do antigo forte de São Francisco da Barra das quais só resta o próprio farol, no estado de Pernambuco.
Torre octagonal acastelada de alvenaria, sobre base quadrangular, com a metade superior pintada de branco, e a metade inferior, de vermelho.

## História
Cerca do ano de 1590, os portugueses construíram um forte sobre os recifes fronteiros à cidade do Recife, para proteção da barra de acesso ao porto, ao qual chamaram Castelo do Mar ou forte Laje do Picão.
Nos primeiros anos da ocupação holandesa em Pernambuco, os neerlandeses utilizaram o forte como um posto de sinais para as suas embarcações. Entre 1640 e 1642, foi construído o Palácio de Friburgo, também conhecido como Palácio das Duas Torres. As torres, além de embelezarem o palácio, serviam como marco para os navegantes. Uma delas era utilizada como farol — o primeiro das Américas —, sendo visível a seis léguas de distância. A construção foi demolida entre 1774 e 1787.
Em 1817 o Forte Castelo do Mar encontrava bastante arruinado, data em que D. João VI decidiu a sua recuperação e a construção de um farol, que viria a ser inaugurado no dia 1 de fevereiro de 1822.
Em 1931, no dia 30 de setembro, por ser considerado bastante ultrapassado, o farol foi desmontado, mas um ano depois, em 1932, foi de novo reactivado com a instalação de uma nova lanterna AGA de 500mm. Seis anos após, em 1938, foi transferido para uma torre situada no prédio da Capitania dos Portos do Estado de Pernambuco, onde permaneceu durante sete anos.
Em setembro de 1945, foi de novo transferido para a velha torre do Castelo do Mar ou Farol do Picão, tendo-se procedido à sua reinauguração, possuindo actualmente uma moderna lanterna de acrílico.
O Farol do Recife aparece nos escudos do Recife e de Pernambuco, como reconhecimento da sua importância na defesa da cidade.

### Cronologia
- 1822 - Inauguração do farol;
- 1931 - desactivado;
- 1932 - reactivado com nova lanterna;
- 1938 - transferido para uma torre, situada no prédio da Capitania dos Portos do Estado de Pernambuco;
- 1945 - reinauguração no local original.

## Outras informações
- Local aberto; torre fechada.